# フランシスコ・ハビエル・デ・エリオ
フランシスコ・ハビエル・デ・エリオ（Francisco Javier de Elío, 1767年6月12日 - 1822年11月24日）は、スペインの政治家、軍人、モンテビデオ総督、リオ・デ・ラ・プラタ副王領の最後の副王である。

## 経歴

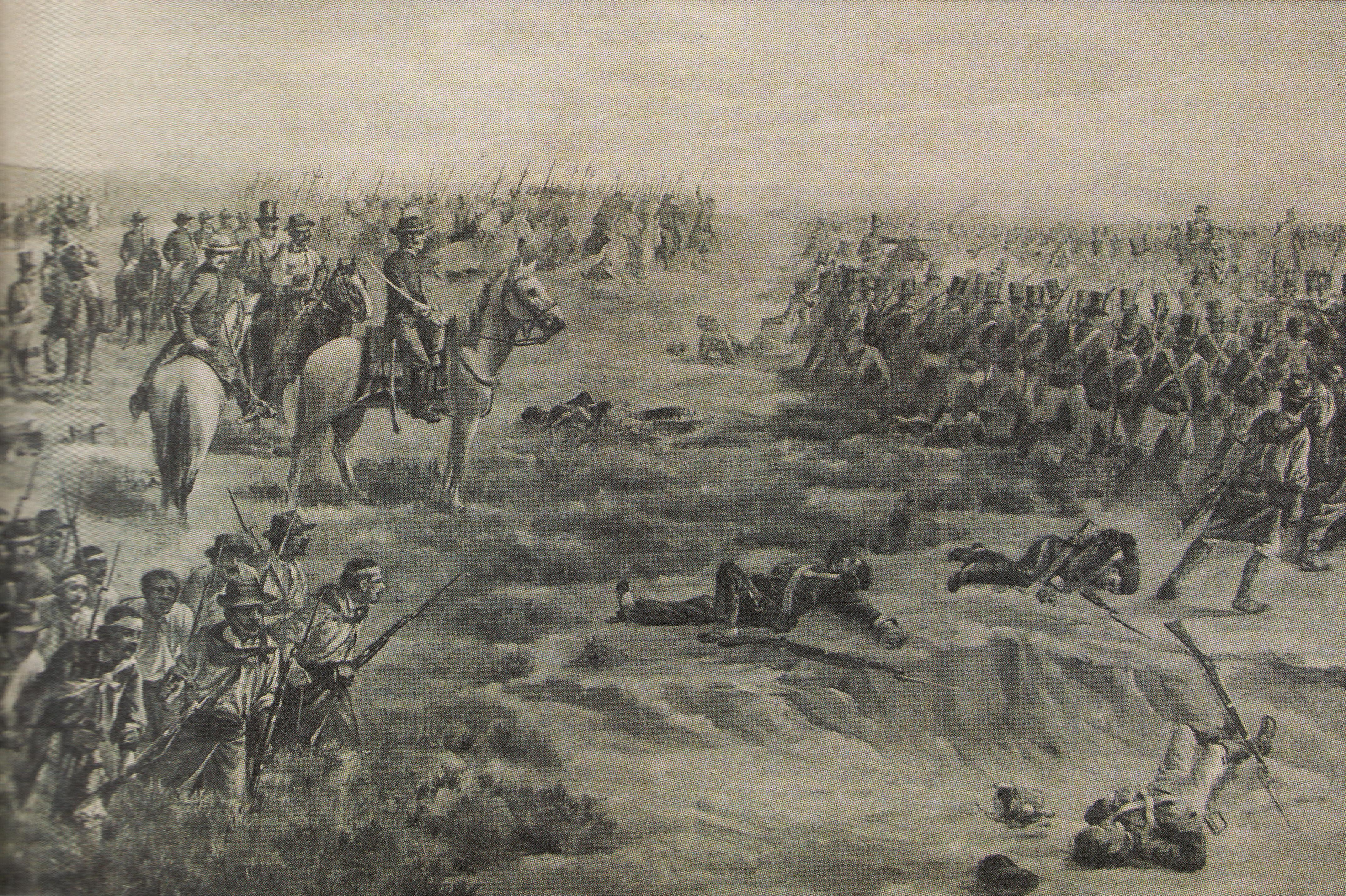
ラス・ピエドラスの戦い

1767年にスペインのパンプローナで生まれた。1807年から1809年までモンテビデオ総督に務めた。
五月革命によってプリメラ・フンタが設立され、副王バルタサール・イダルゴ・デ・シスネロスが退任すると、これに対抗して自らをリオ・デ・ラ・プラタ副王と宣言した。
1811年1月に正式に副王に任命され、同年にガルバシオ・アントニオ・デ・ポサーダスを軍司令官に任命しホセ・ヘルバシオ・アルティーガスに挑んだが、ラス・ピエドラスの戦いで敗北し、1812年1月に副王を辞任した。これによって約40年間続いたリオ・デ・ラ・プラタ副王領は終焉を迎えた。
辞任後にスペイン本国に戻り、1822年に獄中で亡くなった。